# 可燃气体
可燃气体，是指与空气或氧气混合后点燃能放出大量光热能的气体。可燃气体的沸点要低于燃点，因此可燃氣体持续燃烧时为气态，这也是火焰产生的条件。
单纯的固态燃料燃烧现象化学上一般用“发光”来描述，但某些非气态的燃料在点燃后也可能转变或产生可燃气体，进而产生火焰，如酒精、钠、蜡烛（石蜡）、煤炭（空气中不完全燃烧产生一氧化碳）等等。
由于可燃气体会对环境及生产生活造成威胁，现人们发明可燃气体探测报警系统，能够对区域内泄露的可燃气体一定浓度进行提前报警。